# فرنتس نوگرادی
فرنتس نوگرادی (مجاری: Ferenc Nógrádi; ۱۵ نوامبر ۱۹۴۰ – ۱۹ مهٔ ۲۰۰۹) بازیکن فوتبال اهل مجارستان بود.
از باشگاه‌هایی که در آن بازی کرده‌است می‌توان به باشگاه فوتبال بوداپست هونود و باشگاه فوتبال ام‌تی‌کی بوداپست اشاره کرد.
وی به‌همراه تیم ملی فوتبال مجارستان در بازی‌های المپیک تابستانی ۱۹۶۴ به مقام قهرمانی دست پیدا کرده‌است.